# نهائي كأس أوكرانيا 2001
نهائي كأس أوكرانيا 2001 هي المباراة النهائية من منافسة كأس أوكرانيا 2000–01، أقيمت المباراة في 27 مايو 2001، في مجمع أولمبيسكي الوطني الرياضي، بين فريقي نادي شاختار دونيتسك، وأرسنال كييف، وفاز فيها نادي شاختار دونيتسك، بعد أن هزم أرسنال كييف، بنتيجة 2 - 1، وحضر المباراة 55000 شخصاً.

## تفاصيل المباراة
لعبت المباراة النهائية في 27 مايو 2001.
| نادي شاختار دونيتسك | 2 -1 | أرسنال كييف |
| ------------------- | ---- | ----------- |
|                     |      |             |